# Cacciamali Urby
Le Cacciamali Urby est un autobus de taille mini fabriqué et commercialisé par le carrossier italien Cacciamali sur une base Iveco à partir de 2005 jusqu'en 2010 et par sa filiale polonaise Kapena jusqu'en 2017.

Cette version « Mini » offre 36 places dont 15 assises, 21 debout plus 1 place pour fauteuil handicapé ou 40 places 17 assises et 23 debout. L'accès pour fauteuil handicapé est favorisé par une plateforme inclinée extractible sous la porte arrière. 
Ce véhicule de taille « midibus » a été commercialisé en trois versions :
- minibus urbain ;
- minicar de ligne ;
- minibus scolaire.

Comme toujours, Cacciamali a réalisé ce modèle sur une base Iveco 65C équipé d'un moteur Iveco F1C Euro 5b de 3,0 litres de cylindrée en deux variantes de puissance, 136 et 170 ch DIN. Une version GNV est aussi disponible.

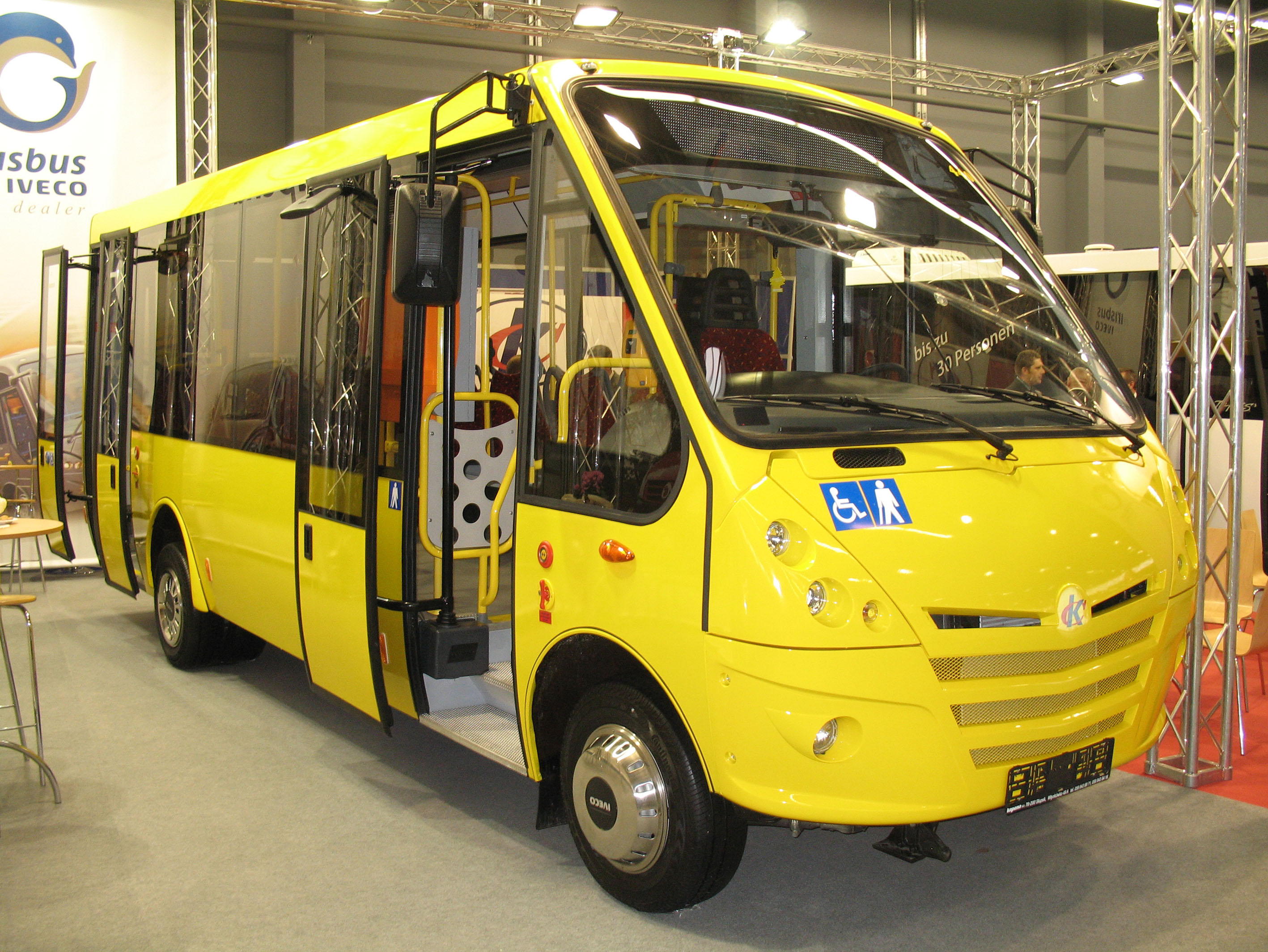
Kapena Urby (2011)

## Kapena Urby
Le carrossier polonais Kapena s'est lié à Iveco et au carrossier italien Cacciamali en 1994 en produisant des minibus sur la base de l'Iveco Daily puis, à partir de 1998 le minibus scolaire Daily City Z sous licence sur une base Iveco TurboDaily. À partir de 2000, Cacciamali rachète la société Kapena. Une large gamme de mini et midibus utilisant des carrosseries Cacciamali seront produites, toujours sur un base mécanique Iveco.
Le Kapena Urby est la copie parfaite du Cacciamali Urby. Sa production a été arrêtée en 2017 à la suite de la disparition de Kapena.